# Чернітка білолоба
Чернітка білолоба (Myioborus albifrons) — вид горобцеподібних птахів родини піснярових (Parulidae).. Ендемік Венесуели.

## Опис
Довжина птаха становить 13-13,5 см. Довжина крила самця становить 6,2—7,1 см, довжина крила самиці 6,8 см. Верхня частина тіла темно-сіра, голова чорна, на тімені рудувато-коричнева пляма. Навколо очей білі кільця. сполучені смужкою, що утворюють "окуляри" Підборіддя, горло і нижня частина тіла жовті. Крила і хвіст чорні, рульові пера білі. Лапи і дзьоб чорні.

## Поширення і екологія
Білолобі чернітки є ендеміками Венесуельських Анд. Вони мешкають в горах Кордильєра-де-Мерида в штатах Трухільйо, Мерида і Тачира. Білолобі чернітки живуть в гірських тропічних лісах на висоті від 2200 до 3200 м над рівнем моря; іноді трапляються на висоті до 4000 м над рівнем моря. Харчуються комахами, яких шукають в кронах дерев.

## Збереження
МСОП вважає стан збереження цього виду близьким до загрозливого через знищення природного середовища і фрагментованість ареалу.